# Mientras tú dormías...
Mientras tú dormías... es el nombre del segundo extended play de la cantautora Carla Morrison. Fue producido por Natalia Lafourcade.

## Lista de canciones
| Lista de canciones |                                              |                      |          |  |
| N.º                | Título                                       | Escritor(es)         | Duración |  |
| 1.                 | «Compartir»                                  | Carla Morrison       |          |  |
| 2.                 | «Como Es»                                    | Morrison             |          |  |
| 3.                 | «Suciedad»                                   | Morrison             |          |  |
| 4.                 | «Yo Sigo Aquí»                               | Morrison             |          |  |
| 5.                 | «Este Momento»                               | Morrison             |          |  |
| 6.                 | «Tu Luz»                                     | Morrison             |          |  |
| 7.                 | «Una Salida»                                 | Morrison             |          |  |
| 8.                 | «Pajarito Del Amor» (con Natalia LaForucade) | Morrison, LaFourcade |          |  |
| 27:96              |                                              |                      |          |  |